# Колядівська волость
Колядівська волость — історична адміністративно-територіальна одиниця Старобільського повіту Харківської губернії із центром у слободі Колядівка.
Станом на 1885 рік складалася з 6 поселень, 6 сільських громад. Населення — 10 392 особи (5037 чоловічої статі та 5355 — жіночої), 1542 дворових господарства.
|                     | Площа, десятин | У тому числі орної, дес. |
| ------------------- | -------------- | ------------------------ |
| Сільських громад    | 35504          | 16690                    |
| Приватної власності | —              | —                        |
| Казенної власності  | —              | —                        |
| Іншої власності     | 282            | 94                       |
| Загалом             | 35786          | 16784                    |

Основні поселення волості станом на 1885:
- Колядівка — колишня державна слобода при річці Євсуг за 35 верст від повітового міста, 2963 особи, 364 дворових господарства, православна церква, школа, лавка, щорічний ярмарок.
- Олексіївка — колишнє державне село при річці Євсуг, 2453 особи, 376 дворових господарств, православна церква.
- Богданова — колишня державна слобода, 1335 осіб, 212 дворових господарств, православна церква.
- Волкодавка — колишнє державне село при річці Журавка, 1633 особи, 218 дворових господарств, православна церква.
- Михайликівка — колишнє державне село, 997 осіб, 166 дворових господарств, православна церква.
- Тецьке — колишній державний хутір, 1011 осіб, 143 дворових господарства.

Найбільші поселення волості станом на 1914 рік:
- слобода Колядівка — 4667 мешканців;
- слобода Олексіївка — 3665 мешканців;
- слобода Вовкодаєве — 2558 мешканців;
- слобода Тецьке — 1669 мешканців;
- слобода Михайликівка — 1462 мешканці.

Старшиною волості був Григорій Федорович Ткаченко, волосним писарем — Микола Іванович Кочеревський, головою волосного суду — Тегран Миронович Матвієнко.